# Nguyễn Trinh Cơ
Giáo sư Nguyễn Trinh Cơ (1915-1985) là một nhà y khoa người Việt Nam. Ông từng giữ các chức vụ Viện trưởng Viện Phẫu thuật Trung ương, Hiệu trưởng Trường Quân y sĩ Việt Bắc (tiền thân của Học viện Quân y ngày nay), Tổng Biên tập Tạp chí Y học Việt Nam xuất bản bằng tiếng Việt và tiếng nước ngoài; Phó Chủ tịch Hội Y học (nay là Tổng hội Y học Việt Nam); Chủ tịch Hội Ngoại khoa Việt Nam. Ông được Nhà nước Việt Nam truy tặng Giải thưởng Nhà nước về Khoa học và Công nghệ năm 2000 vì những đóng góp cho nền y học Việt Nam.

## Thân thế
Ông sinh ngày 15 tháng 3 năm 1915 tại Nông Cống, Thanh Hóa (nay là xã Nông Trường, Triệu Sơn, Thanh Hóa. Thân phụ ông là một viên chức người Việt trong chính quyền thực dân Pháp tại Thanh Hóa, vì vậy ông có điều kiện theo học ngành y tại Trường Đại học Y Hà Nội. Năm 1943, ông tốt nghiệp khóa thứ tư bác sĩ nội trú các bệnh viện Hà Nội cùng với các tân bác sĩ Nguyễn Thúc Tùng, Phạm Biểu Tâm, Đặng Văn Chung, Hoàng Đình Cầu.... Không lâu sau, ông về làm bác sĩ tại bệnh viện Nam Định.

## Xây dựng nền y tế Việt Nam Dân chủ Cộng hòa
Sau khi Cách mạng tháng 8 thành công, chính quyền Việt Nam Dân chủ Cộng hòa bắt tay tổ chức hệ thống y tế độc lập. Tuy nhiên, bấy giờ bác sĩ (Docteur) làm việc tại các bệnh viện công rất ít, hầu hết là y sĩ Đông Dương (Mesdecine Indochinois) ở lại làm việc. Chỉ riêng Hà Nội mới có Đốc tờ ở 3 bệnh viện: Bạch Mai, Phủ Doãn và Bệnh viện Mắt. Toàn miền Bắc, chỉ còn bốn bác sĩ (Docteur) chuyên mổ về đại phẫu các loại gồm các bác sĩ Tôn Thất Tùng, Phạm Biểu Tâm, Nguyễn Thúc Tùng và Nguyễn Trinh Cơ. Bấy giờ, với uy tín cá nhân, ông được bầu làm Chủ tịch Mặt trận Liên Việt của tỉnh và là Giám đốc Bệnh viện tỉnh Nam Định. Ông được ông Đỗ Mười giới thiệu kết nạp vào Đảng Cộng sản Đông Dương năm 1946.
Sau ngày Toàn quốc kháng chiến, ông được phân công công tác thành lập bệnh viện ngoại khoa dã chiến đóng ở xã Xuất Cốc thuộc huyện Ý Yên, tỉnh Nam Định.
Tháng 3 năm 1949, khi Trường Quân y sĩ Việt Nam được thành lập tại thôn Tuần Lũng, xã Hoàng Hoa, huyện Tam Dương, tỉnh Vĩnh Phúc, ông được điều về làm Phó Hiệu trưởng và sau đó, tháng 9 năm 1949 trở thành Hiệu trưởng Nhà trường. Ông là Hiệu trưởng thứ hai của Trường Quân y sĩ (tiền thân của Học viện Quân y ngày nay) và giữ chức vụ này đến tháng 1 năm 1951. Trên cương vị này, ông đã trực tiếp cứu chữa nhiều thương binh trong các chiến dịch Phủ Thông, Nà Phặc, Cao - Bắc - Lạng, Hoàng Hoa Thám..., đồng thời tham gia nhiều y sĩ để cung cấp cho chiến trường. Trong một lần cứu chữa một thiếu niên tên Trịnh Ngọc Trình, làm liên lạc viên của Đội Võ trang Tiểu đoàn 62, 87, Trung đoàn 34 bị dập nát cánh tay do đạn pháo mà ông ông đã buộc phải cưa tay, ông đã viết truyện ngắn "Em Ngọc" nổi tiếng một thời.
Mùa xuân năm 1951, ông trở thành một thành viên của lớp cán bộ y tế đầu tiên được cử sang Liên Xô học tập. Sau bốn năm học tập, đầu năm 1955, ông về nước khi chính phủ Việt Nam Dân chủ Cộng hòa đã kiểm soát hoàn toàn miền Bắc, được phong quân hàm Trung tá ngay trong đợt phong hàm đầu tiên. Cùng với các Giáo sư Hồ Đắc Di, Đỗ Xuân Hợp, Tôn Thất Tùng, Đặng Văn Ngữ, Phạm Ngọc Thạch, Đặng Văn Chung, Trần Hữu Tước, Nguyễn Thế Khánh... ông tham gia xây dựng nền Y tế và Quân y Việt Nam Dân chủ Cộng hòa. Từ năm 1958, ông lần lượt giữ nhiều cương vị công tác quan trọng của ngành như Chủ nhiệm Bộ môn Ngoại bệnh lý, Phó Hiệu trưởng rồi Hiệu trưởng Trường Đại học Y khoa Hà Nội, Phó Chủ tịch Tổng hội Y học, Tổng Biên tập Tạp chí Y học Việt Nam..., đồng thời tham gia công tác giảng dạy, điều trị và nghiên cứu khoa học. Hơn 40 năm hoạt động khoa học, để lại gần 100 công trình nghiên cứu có giá trị đăng trong các tạp chí nổi tiếng trong nước và quốc tế.

## Thông tin thêm
Nguyễn Lợi Cấp (1867 - 1935) thân sinh của giáo sư, bác sĩ Nguyễn Trinh Cơ, tên tự Dụng Chí, hiệu Na Đông tiên sinh, thụy Minh Doãn Phủ Quân. Khoa thi Hương năm Đinh Dậu (1897) đỗ Cử nhân tại trường thi Thanh Hóa, 10 năm dạy học sau đó được bổ nhiệm Huấn đạo Lệ Thủy, Quảng Bình, 9 năm được thăng bổ Giáo thụ phủ Quảng Trạch, Quảng Bình, năm sau đổi làm Giáo thụ Tĩnh Gia, Thanh Hóa.

## Những năm cuối đời
Sau khi đất nước thống nhất, ông được nhà nước Việt Nam phong hàm Giáo sư năm 1980. Năm 1983, ông nghỉ hưu nhưng vẫn tiếp tục tham gia công tác giảng dạy.
Ông qua đời lúc 6 giờ 30 phút ngày 24 tháng 3 năm 1985, thọ 70 tuổi.

## Sách đã xuất bản
1. Sur un cas d'érysipéloide (Về một trường hợp bệnh érysipétoide). J.Grenierboley et Nguyễn Trinh Cơ. Revue médicale francaise d'extrême Orient, p. 98, 1941.
2. Knock-out mortel chez un boxeur. Mort subite au cours des traumatismes fermés du crâne (Cú nock-out chết người của một võ sĩ. Cái chết nhanh do chấn thương sọ não kín). Tôn Thất Tùng et Nguyễn Trinh Cơ. Revue médicale francaise d'extrême Orient, 1942, Ibidem, p. 1043.1942.
3. 40 cas de psoitis (40 trường hợp viêm cơ). Pierre Huard et Nguyễn Trinh Cơ. Revue médicale francaise d'extrême Orient, p. 1143, 1942.
4. 220 cas de myosites (myosites du psoas exceptées) (220 ca viêm cơ (trừ viêm cơ đái)). Pierre Huard et Nguyễn Trinh Cơ. Revue médicale francaise d'extrême Orient, p. 763, 1942.
5. Étiologie de 24 cas de réctrécissements inflammatoires du rectum (Nguyên nhân của 24 trường hợp hẹp trực tràng do viêm). Pierre Huard et Nguyễn Trinh Cơ. Revue médicale francaise d'extrême Orient, p. 552, 1943.
6. Occlusion intestinale par corps étrangers. Pierre Huard, Tôn Thất Tùng, Nguyễn Trinh Cơ. Ibidem, p. 840, 1943.
7. Le traitement chirurgical des pleurésies purulentes aigues non tuberculeuses (Điều trị phẫu thuật viêm màng phổi mủ không do lao). Nguyễn Trinh Cơ. H- Hanoi, 1944.
8. L'anesthésie intyra-osseuse dans la chirurgie des membres (Gây tê trong xương để phẫu thuật các chi). Nguyễn Trinh Cơ. Annales d'Anesthésiologie francaise, 1957.
9. Phẫu thuật cơ sở. Tập 1. Nguyễn Trinh Cơ. H- Bộ Y tế, 1957.
10. Die Bedautung der Splenoportographie fur die Diagnostik Kontrolle der Heilverlauf der Leberabzesse (Giá trị chụp X-quang lách-tĩnh-mạch-cửa có cản quang để chẩn đoán, theo dõi quá trình lành của áp-xe gan). Nguyễn Trinh Cơ, Tôn Đức Lang, Nguyễn Văn Khê, A.K. Schmaus. Zeitschrift auf dem Lebiet der Rontgen stralen und der Nuklearmedimin, 1958 Band 89, Juli, 13.
11. Die traumatische Milzruptur (Vỡ lách do chấn thương). Nguyễn Trinh Cơ, Tôn Thất Tùng, Tôn Đức Lang. Langelbeck Archive. Klin. Chir, 1960, tr 295.
12. L'utilisation de I'intestin dans la plastie vésicale (Sử dụng ruột trong tạo hình bàng quang). Nguyễn Trinh Cơ, Nguyễn Bửu Triều, Trần Văn Sáng, Lê Sĩ Liêm. Revue médicale (du Viet Nam), 1961.
13. Signification diagnostique de I'examen radiologique d?urgence dans les hémorragies gastroduodénales (Giá trị chẩn đoán của khám X-quang cấp cứu trong chảy máu dạ dày tá tràng). Nguyễn Trinh Cơ. Vestnik roentgenologii i radiologii 1961, (en russe).
14. Commissurotomie mitrale trans-ventriculaire (Nong van hai lá qua tâm thất). Nguyễn Trinh Cơ, Đặng Hanh Đệ. Experimentalnaia Khirurgia i Anesthesiologia, 1962, (en russe).
15. Resection partielle du rein dans le traitement des calculs renaux (Cắt thận một phần trong điều trị sỏi thận). Nguyễn Trinh Cơ, Nguyễn Mễ. Urologia i Nephrologia 1962, (en russe).
16. Nobles operation (Kỹ thuật mổ Noble). Nguyễn Trinh Cơ, A.K. Schmaus und Phạm Văn Phúc, Hoàng Kim Tịnh. Chir, 1962, dert susfuhrl.
17. Khâu nối một lớp ở ống tiêu hoá. Nghiên cứu thực nghiệm và lâm sàng. Nguyễn Trinh Cơ và Hoàng Đình Cầu. H- Y học, 1963.
18. Die traumatische Milzruptur in tropischen Gebiften (Vỡ lách do chấn thương ở vùng nhiệt đới). Nguyễn Trinh Cơ, Đỗ Đức Vân und A.K.Schmaus. Brist's Beitrage zur klinische Chirurgie August, 1964, 26 tr.
19. Opération de Noble dans le traitement des occlusions intestinales post-opératoires (Kỹ thuật mổ Noble trong điều trị tắc ruột sau mổ). Nguyễn Trinh Cơ, Vương Hùng. Khirurgia, 1964, 77 tr (En russe).
20. Lléocystoplastie et sigmoidocystoplastie (Kỹ thuật tạo hình bàng quang bằng ruột non hay ruột xich-ma). Nguyễn Trinh Cơ, Nguyễn Mễ. Urologia i Nephrologia, 1964, 16tr (En russe).
21. Rupture par traumatisme fermé de la rate en milieu tropi-cal (Analyse de 182 cas) (Vỡ gan do chấn thương kín ở vùng nhiệt đới (phân tích 182 ca). Nguyễn Trinh Cơ, Đỗ Đức Vân. Travaux scientifiques de la Faculté de Médecine de hanoi, 1965, 103 tr.
22. Polyphlébites suppurées et abcès du foie (Viêm đa tĩnh mạch mủ và áp-xe gan). Nguyễn Trinh Cơ, Nguyễn Như Bằng. Travaux scientifiques de la Faculté de Médecine de Hanoi, 1965, 76 tr.
23. Abcès du foie (Ap-xe gan). Nguyễn Trinh Cơ. Experimentalnaia Khirurgia i Anesthesiologia, 1965, 46 tr.
24. La phicature du mésentère, une modification de l'opération de Noble dans le traitement chirurgical des oc-clusions intestinales post-opératoires (Gấp mạc treo ruột non, một cải tiến của kỹ thuật mổ Noble để điều trị phẫu thuật các tắc ruột sau mổ). Nguyễn Trinh Cơ, Vương Hùng. Việt-nam Medical, 1965, 7 tr.
25. La ligature de I'artère hépatique dans le traitement des hémorragies d'origine hépatique (Thắt động mạch gan để điều trị chảy máu do gan). Nguyễn Trinh Cơ. Travaux scientifiques de la Faculté de Médecine de Hanoi, 1965, 67 tr.
26. Một số vấn đề về ngoại khoa thời chiến (Tập 1). Nguyễn Trinh Cơ. H- Y học và Thể dục Thể thao, 1965.
27. Một số vấn đề về ngoại khoa thời chiến (Tập 2). Nguyễn Trinh Cơ. H- Y học và Thể dục Thể thao, 1965.
28. Những vấn đề triết học của y học. Nguyễn Trinh Cơ. H- Khoa học, 1966.
29. Resultats de 100 nephrectomies partielles pour le traitement chirurgical des calculs rénaux (Kết quả 100 trường hợp cắt thận một phần trong điều trị phẫu thuật sỏi thận). Nguyễn Trinh Cơ, Nguyễn Mễ. Acta Medica Vietnamica, 1968, 69 tr.
30. Traitement du rétrécisse-ment inflammatoire du rectum par abaissement rétro-rectal du côlon (Điều trị hẹp trực tràng do viêm bằng phương pháp phẫu thuật hạ đại tràng sau trực tràng). Nguyễn Trinh Cơ, Nguyễn Xuân Thụ. Revue medicale 1969, 25 tr.
31. Le traitement du mégacôlon congénital. A propos de I'opération de Soive (Điều trị bệnh phình đại tràng bẩm sinh). Về kỹ thuật mổ của Soive. Nguyễn Trinh Cơ, Nguyễn Xuân Thụ. Travaux scientifiques de la Faculté de Médecine de Hanoi, 1969, 30 tr.
32. L'abaissement retrorectal du colon appliqué à la chirurgie côlo-rectable de I'adulte (Kỹ thuật mổ hạ đại tràng sau trực tràng trong phẫu thuật đại trực tràng người nhớn). Nguyễn Trinh Cơ, Nguyễn Xuân Thụ. Travaux scientifiques de la Faculté de Hanoi, 1972, 133 tr.
33. Plaies vasculaires de guerre (Vết thương mạch máu do chiến tranh). Nguyễn Trinh Cơ, Phạm Hoàng Phiệt, Nguyễn Đức Phúc. Revue medicale, 1972, 23 tr.
34. L'utilisation d'un greffon intestinal pour la plastie vésicale et urétérale (Sử dụng khúc ruột để tạo hình bàng quang và niệu quản). Nguyễn Trinh Cơ, Nguyễn Mễ. Revue médicale, 1972, 23 tr.
35. Phẫu thuật cắt thần kinh X trong điều trị bệnh loét dạ dày - tá tràng (Tổng kết kinh nghiệm trong 13 năm). Nguyễn Trinh Cơ, Nguyễn Đình Hối, Đỗ Đức Vân. H- Y học, 1978.
36. . Phương pháp học và phương pháp công tác nghiên cứu khoa học trong lĩnh vực y học (A.S. Gêorgiepxki). Nguyễn Trinh Cơ (dịch từ tiếng Nga). Nhà xuất bản Y học và Nhà xuất bản Mir, 1982.
37. Chuyên khoa ngoại. Nguyễn Trinh Cơ. H- Y học, 1985.
38. Y đức - đạo đức người thầy thuốc. Nguyễn Trinh Cơ (dịch từ tiếng Nga). Hà Nội, 1986.

## Vinh danh
- Huân chương Độc lập hạng Ba
- Huân chương Chiến thắng hạng Nhất
- Huân chương Chiến công hạng Nhì
- Huân chương Lao động hạng Nhì
- Huân chương Kháng chiến chống Mỹ cứu nước hạng Nhất
- Giải thưởng Nhà nước về Khoa học và Công nghệ năm 2000